# Joaquín N. Aramburu
Joaquín Nicolás Aramburu (Guanajay, 1856-Guanajay, 1923) fue un escritor y periodista cubano.

## Biografía
Nació el 10 de septiembre de 1855. Natural de Guanajay, fue director de La Luz y redactor del Diario de la Marina (1914). Entre sus publicaciones se encontraron títulos como Grandezas asturianas (colección de leyendas, 1890), Ráfagas y brisas (poesías, 1892), Un detallista feliz (novela, 1892, 1912), Prosa y verso (1895), Páginas íntimas (poesías, 1895), Lo que hace el dolor (drama), A. Moral: algunas de sus obras (1906) y Páginas, prosa y verso (1907). Falleció el 14 de septiembre de 1923 en su localidad natal.